# Kapanga (territoire)
Le territoire de Kapanga est une entité déconcentrée de la province de Lualaba en république démocratique du Congo. 

## Géographie
Il s'étend sur la partie nord-ouest de la province. Il est bordé au Nord par le territoire de Luiza (province de Kasai Central), au Sud par le territoire lualabais de Sandoa, à l'Ouest par la République de l'Angola et à l'Est par le territoire de Kamina (chef-lieu de la province de Haut-Lomami).  

## Commune
Le territoire compte une commune rurale de moins de 80 000 électeurs.
- Kapanga, (7 conseillers municipaux)

## Chefferie
Le territoire compte une chefferie, constituée de 21 groupements :
- Mwant-Yav